# Mairy
Mairy korábbi község Franciaországban, Ardennes megyében. Lakosainak száma 278 fő (2018. január 1.). Mairy Amblimont, Brévilly, Douzy, Euilly-et-Lombut, Remilly-Aillicourt, Tétaigne és Villers-devant-Mouzon községekkel határos.
2015. szeptember 15-én egyesült a korábbi Douzy községgel és az így létrejött (azonos nevű) Douzy új község része lett..

## Népesség
A település népességének változása:
| Lakosok száma | 124  | 128  | 135  | 140  | 141  | 214  | 258  | 257  | 273  | 278  |
|               | 1962 | 1968 | 1982 | 1990 | 1999 | 2008 | 2011 | 2013 | 2017 | 2018 |